# Chlorixanthe chapini
Chlorixanthe chapini är en skalbaggsart som beskrevs av Cartwright 1939. Chlorixanthe chapini ingår i släktet Chlorixanthe och familjen Cetoniidae. Inga underarter finns listade i Catalogue of Life.